# 우미인

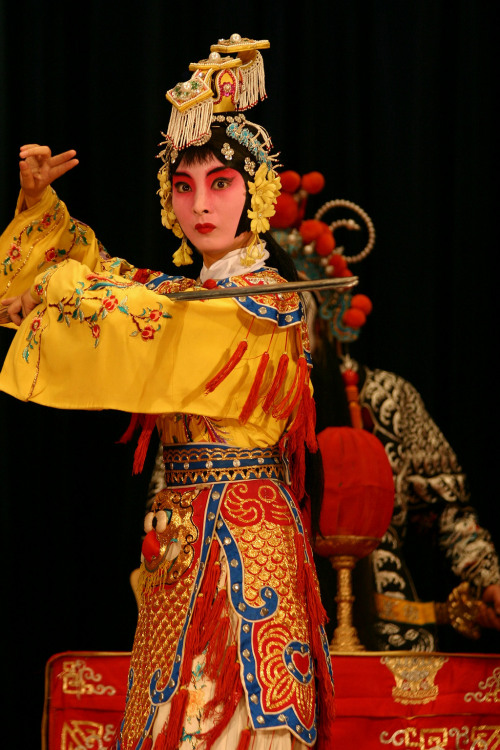
우미인

우미인(虞美人, ?~기원전 202년?)은 초나라 때 인물로, 항우의 첩이며, 서시, 왕소군, 양귀비와 함께 중국 4대 미녀로 손꼽힌다.
우미인의 정확한 이름은 알려져 있지 않다. 《한서》에는 “우씨 성을 가진 미인(有美人姓虞氏)”, 《사기》에는 “‘우’란 이름의 미인(有美人名虞)”이라고 서술되어 있을 뿐이다. ‘미인(美人)’이라는 말도 모습을 묘사하는 말일 수 있지만 후궁에 대한 칭호일 가능성도 있다. 후대에 나온 작품 등에서 우희(虞姫)라는 이름으로 등장하기도 한다.
역사서에 남은 우미인에 대한 기록은 해하 전투에 관한 것밖에 전해지지 않는다. 유방이 이끄는 한나라군에 초나라군이 포위당했다. 사면초가(四面楚歌)의 상황에 빠진 항우는 우미인의 이름을 부르며 상황을 한탄하는 시를 읊었는데, 이것이 해하가이다. 항우는 이후 해후를 탈출했지만 결국 스스로 목숨을 끊었다.
우미인의 최후는 역사에 기록되어 있지 않지만, 이후 창작된 문학 작품에서는 항우의 탈출을 돕기 위해 자결했다는 이야기가 덧붙여졌다. 자결에 대한 이야기는 여성의 정조를 중요시하기 시작한 북송 이후에 만들어진 것으로 보인다. 우미인의 무덤에 개양귀비가 피어났다는 전설에 의해 개양귀비를 ‘우미인초’라 부르기도 한다.